# Ricardo Rojas
Pour les articles homonymes, voir Ricardo Rojas (homonymie).
Ricardo Rojas, né le 16 septembre 1882 à San Miguel de Tucumán et décédé le 29 juillet 1957 à Buenos Aires, est un écrivain, poète, historien, historien de la littérature, journaliste et pédagogue argentin.

## Biographie
Issu de l’une des familles les plus influentes de Santiago del Estero — son père était gouverneur de la province —, il passa son enfance à Antajé, petite localité de la province de Santiago del Estero, puis gagna Buenos Aires afin d'y poursuivre des études universitaires. De 1926 à 1930, sous le deuxième mandat d’Hipólito Yrigoyen, il occupa la fonction de recteur de l’université de Buenos Aires. À partir de 1930, il milita pour le parti Union civique radicale, ce qui lui valut d’être relégué à la grande île de la Terre de Feu, pour y être incarcéré dans la prison d’Ushuaïa. C’est pendant sa détention qu’il entreprit la rédaction d’Archipiélago, ouvrage qui traite de l’histoire des Yagans et des Selknams, de leur religion, et des pensées qu’eut à leur endroit Charles Darwin.
Il écrivit des poésies d’allure néoromantique et traditionnelle, et des œuvres de théâtre inspirées de thèmes incas. C’est cependant dans ses ouvrages érudits et dans ses essais qu’il s’illustra surtout, parmi lesquels se détache en particulier sa monumentale Historia de la literatura argentina, en huit volumes. On lui doit également des livres d’investigation historique (dont La Restauración nacionalista, de 1909, l’un de ses ouvrages les plus ambitieux), des chroniques de voyage, et des biographies. Parmi ces dernières, El santo de la espada, livre consacré à José de San Martín, fut porté à l’écran en 1970 par Leopoldo Torre Nilsson.
Miguel de Unamuno, Leopoldo Lugones, Manuel Gálvez, Arturo Jauretche et beaucoup d’autres ont tenu sur ses écrits des propos élogieux. En 1952, il fut proposé pour le prix Nobel de littérature. Une rue de Córdoba a été nommée en son honneur, ainsi qu’un centre culturel de l’université de Buenos Aires.

## Œuvres
- Victoria del Hombre (1903)
- El País de la Selva (1907)
- Cartas de Europa (1908)
- El Alma Española (1908)
- Cosmópolis (1908)
- La Restauración Nacionalista (1909)
- Bibliografía de Sarmiento (1911)
- Los Lises del Blasón (1911)
- Blasón de Plata (1912)
- Archivo Capitular de Jujuy (1913/1944)
- La Universidad de Tucumán (1915)
- La Argentinidad (1916)
- Poesías de Cervantes (1916)
- Historia de la literatura argentina, 8 tomes.
- Los Arquetipos (1922)
- Poesías (1923)
- Facultad de Filosofía y Letras (1924)
- Discursos (1924)
- Eurindia (1924)
- La Guerra de las Naciones (1924)
- Las Provincias (1927)
- El Cristo Invisible (1927)
- Elelín (1929)
- Discursos del Rector (1930)
- Silabario de la Decoración Americana (1930)
- La Historia de las Escuelas (1930)
- Memoria del Rector (1930)
- El Radicalismo de Mañana (1932)
- El Santo de la Espada (1933)
- Cervantes (1935)
- Retablo Español (1938)
- Un Titán de los Andes (1939)
- Ollantay (1939)
- El Pensamiento vivo de Sarmiento (1941)
- Archipiélago (1942)
- La Salamanca (1943)
- El Profeta de la Pampa (1945)
- La Entrevista de Guayaquil (1947)
- La Victoria del Hombre y otros cantos (1951)
- Ensayo de crítica histórica sobre Episodios de la vida internacional Argentina (1951)
- Oda Latina (1954)

## Récompenses et distinctions
- Gran Premio de Honor de la SADE en 1945[2].